# Kamienica Maxa Zweiningera w Bydgoszczy
Kamienica Maxa Zweiningera w Bydgoszczy – kamienica położona w Bydgoszczy przy ul. Focha 2, na rogu Gdańskiej.

## Historia
Kamienicę wzniesiono w latach 1901–1902 dla Maxa Zweiningera, właściciela znanej w Bydgoszczy manufaktury kapeluszy, mieszczącej się przy pl. Teatralnym. Budynek zaprojektował bydgoski architekt Karl Bergner na miejscu wcześniejszej zabudowy pochodzącej z I połowy XIX wieku.
Na parterze mieściły się sklepy, m.in. z kapeluszami i futrami. W okresie międzywojennym w miejscu wcześniejszego składu cygar otwarto sklep ze słodyczami. W III RP na parterze znajdowała się m.in. księgarnia, funkcjonująca do 17 lutego 2018 i ponownie od kwietnia 2019.
W 1940 r. na parterze wykonano arkadowe podcienia według projektu Jana Kossowskiego.

## Architektura
Budynek posiada bogatą dekorację ornamentalną fasady i jest symbolicznym przykładem stylu secesyjnego w mieście.

## Galeria

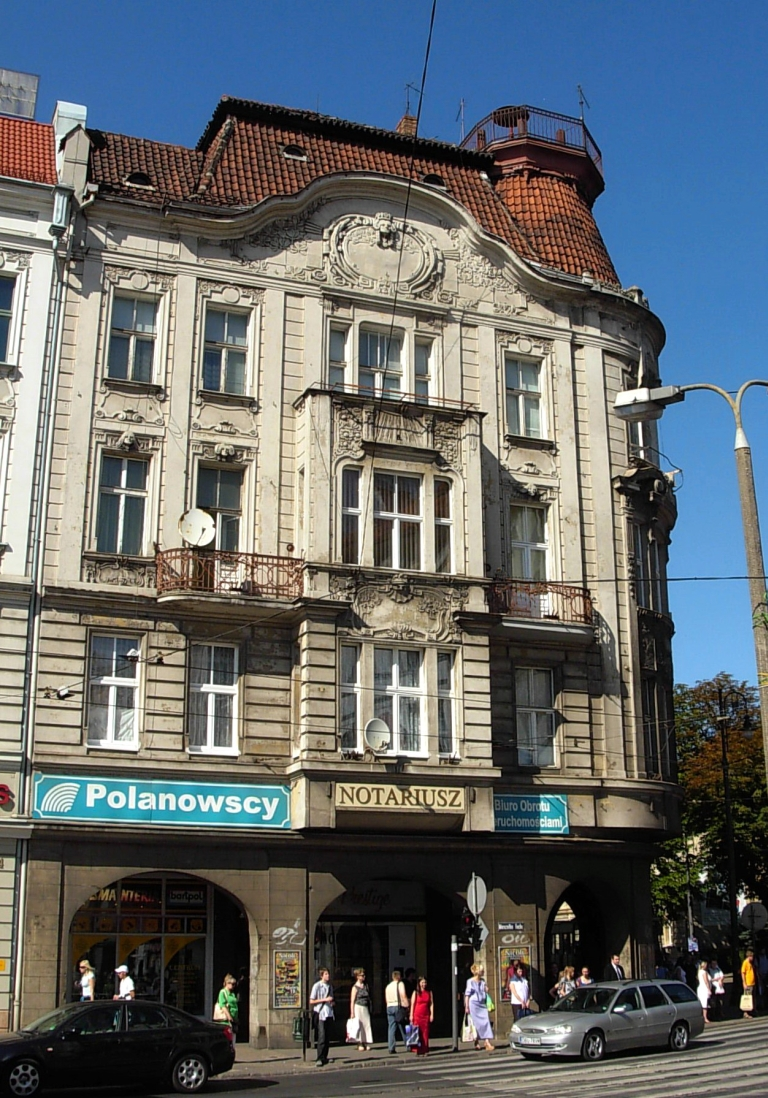
Widok od ul. Focha
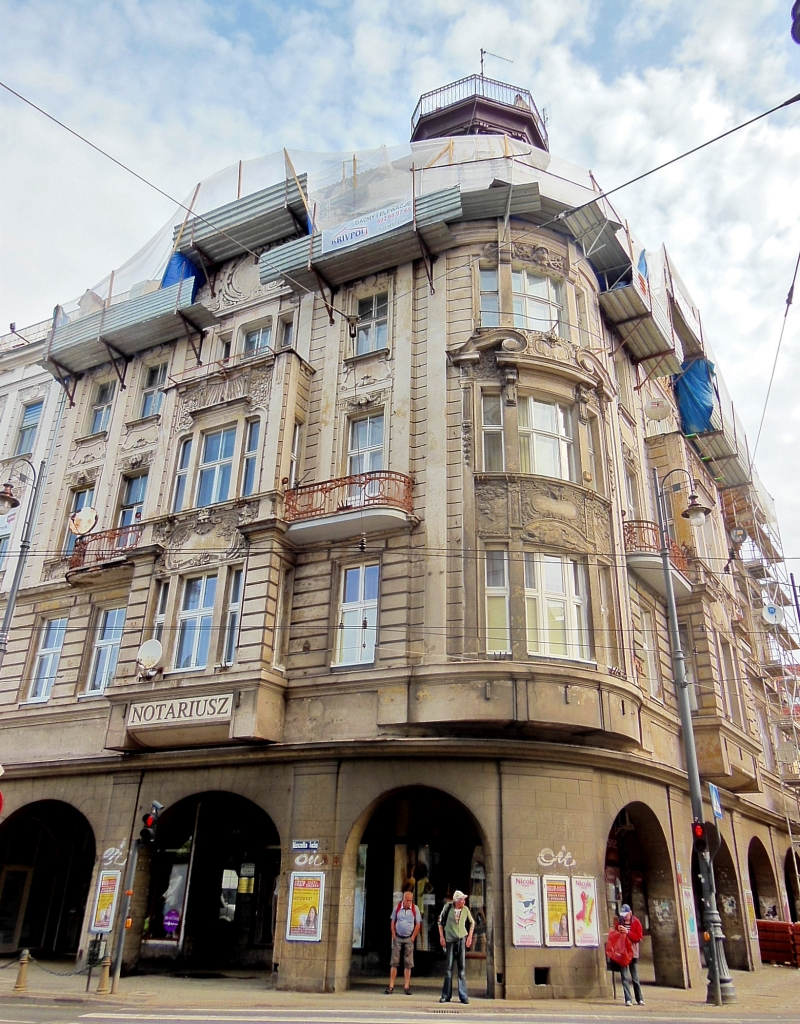
Widok od ul. Jagiellońskiej
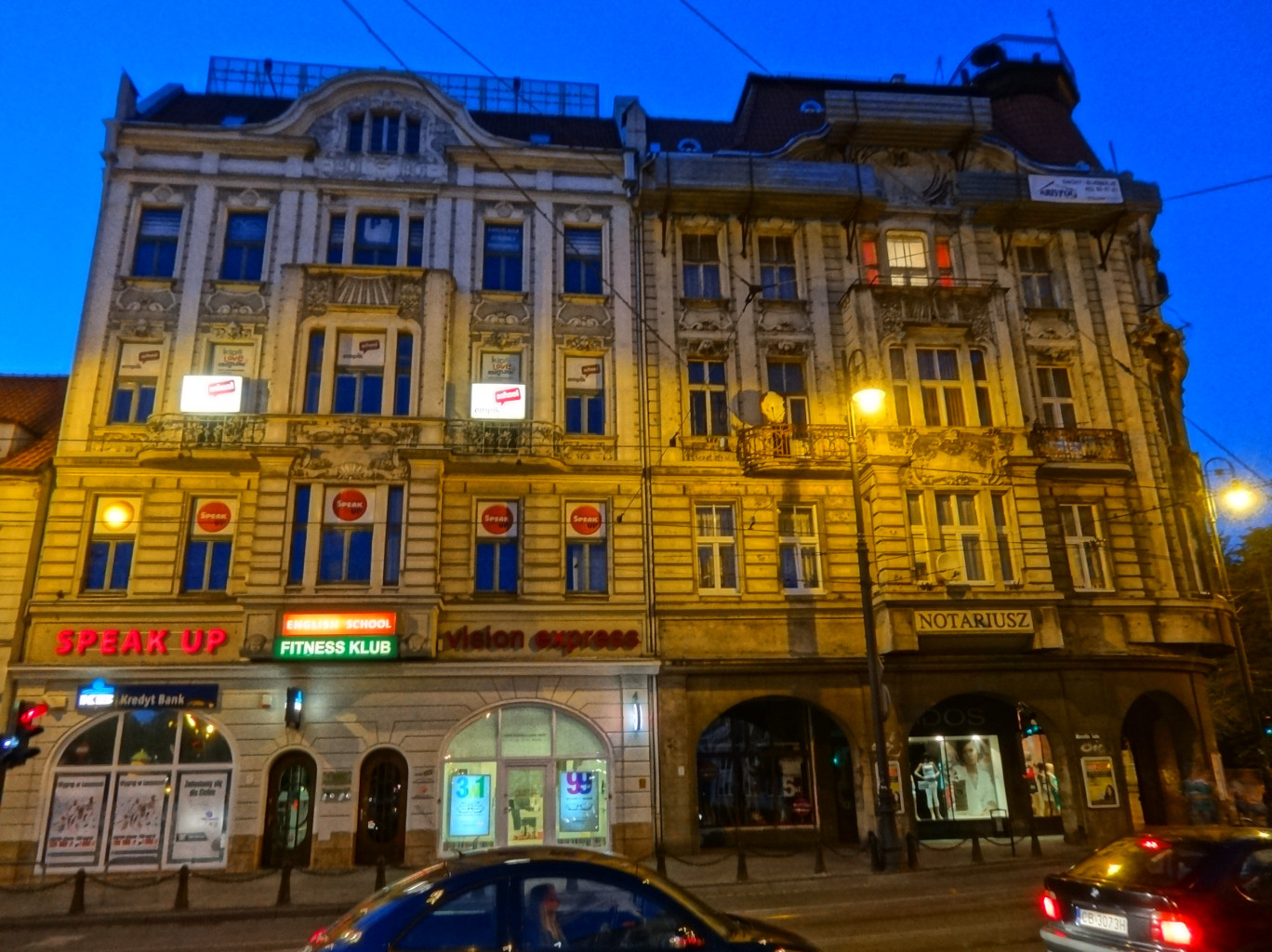
Kamienice nr 2 i 4 nocą